# 島田中継局

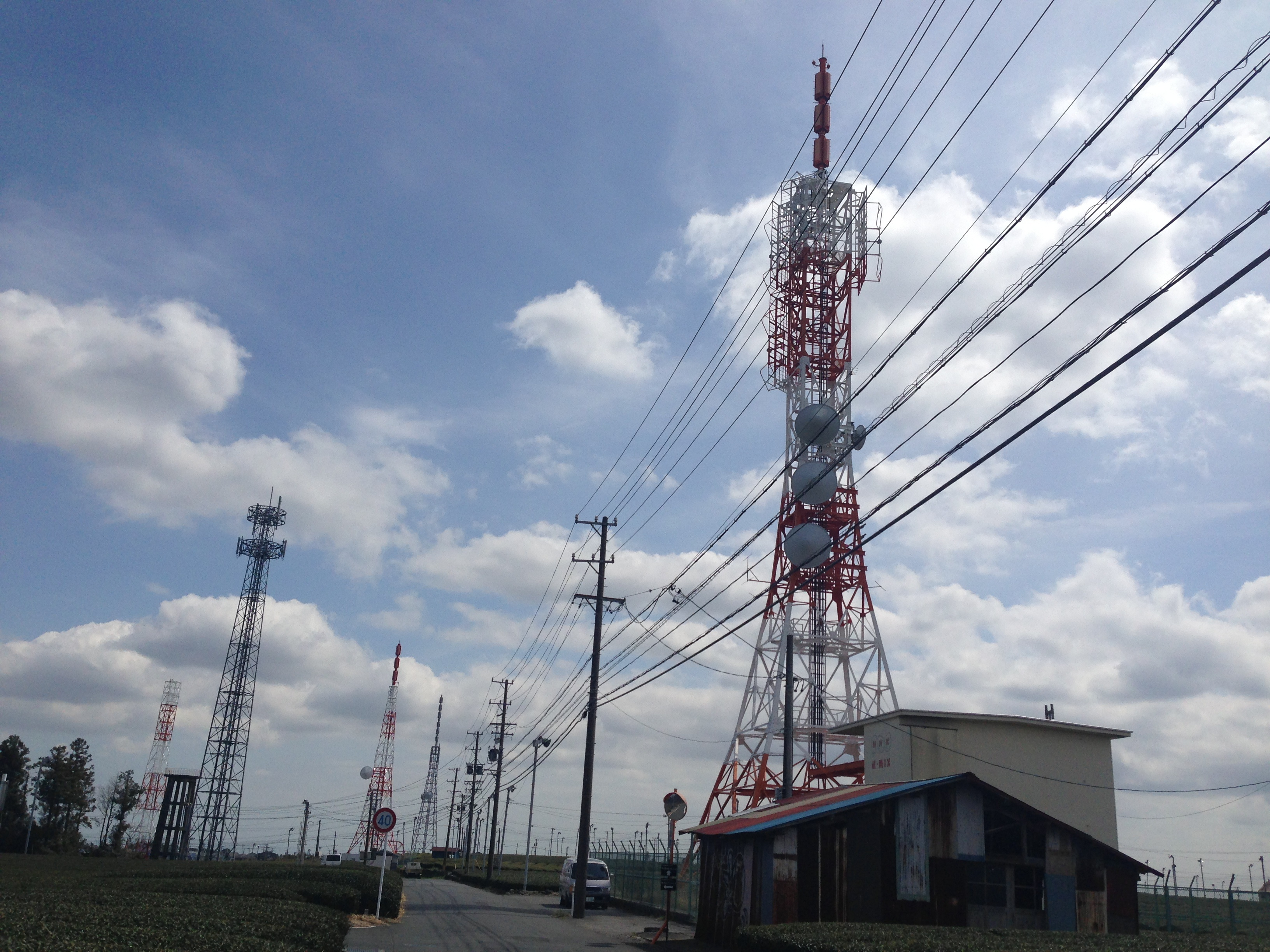
東向きの眺め。右から、NHK・K-MIX共用、SBS、SUT、間に一つ置いてSATV・SDT共用

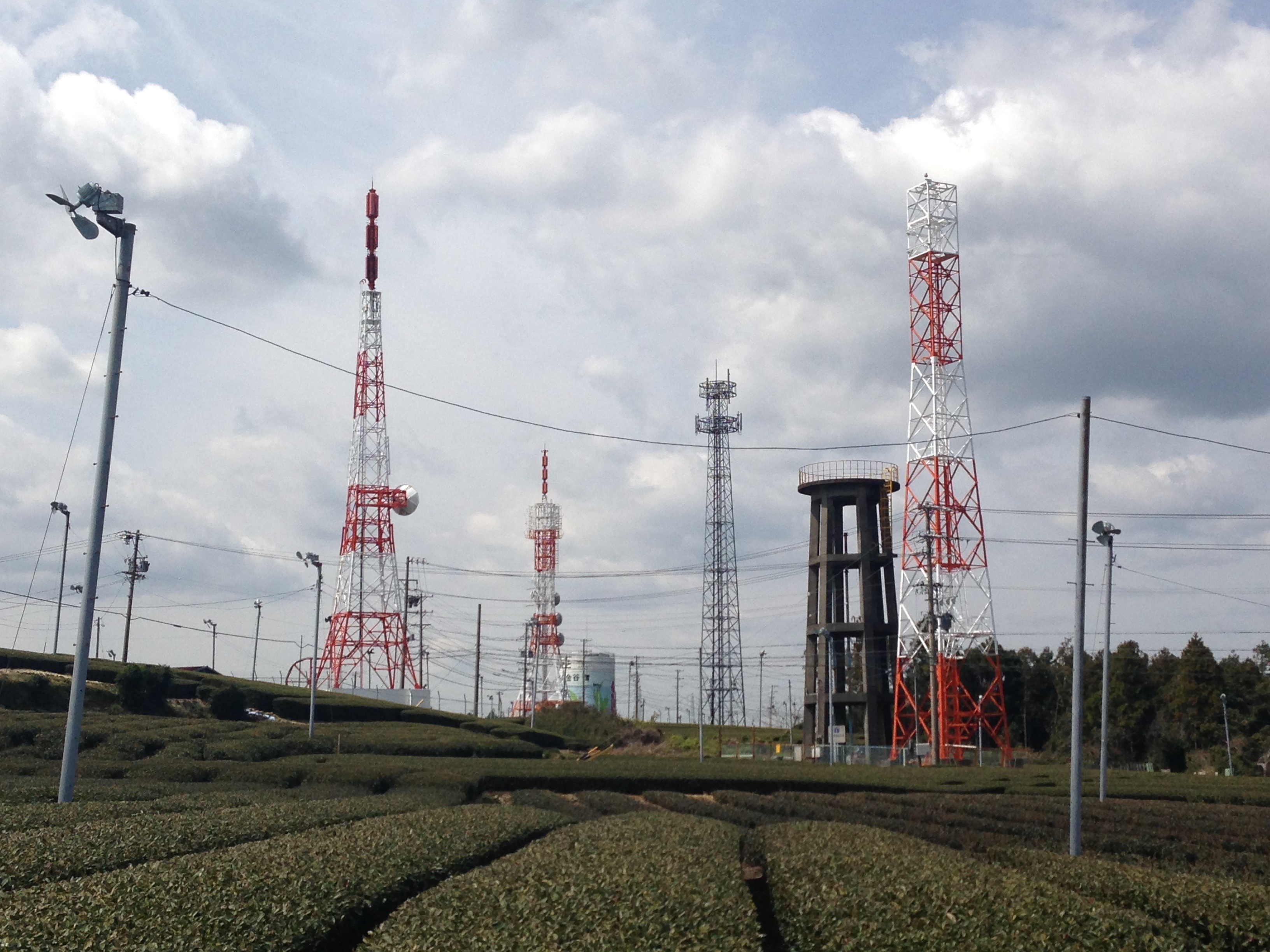
西向きの眺め。右からSATV・SDT共用、間に一つ置いてNHK・K-MIX共用、SUT。SBSを除く

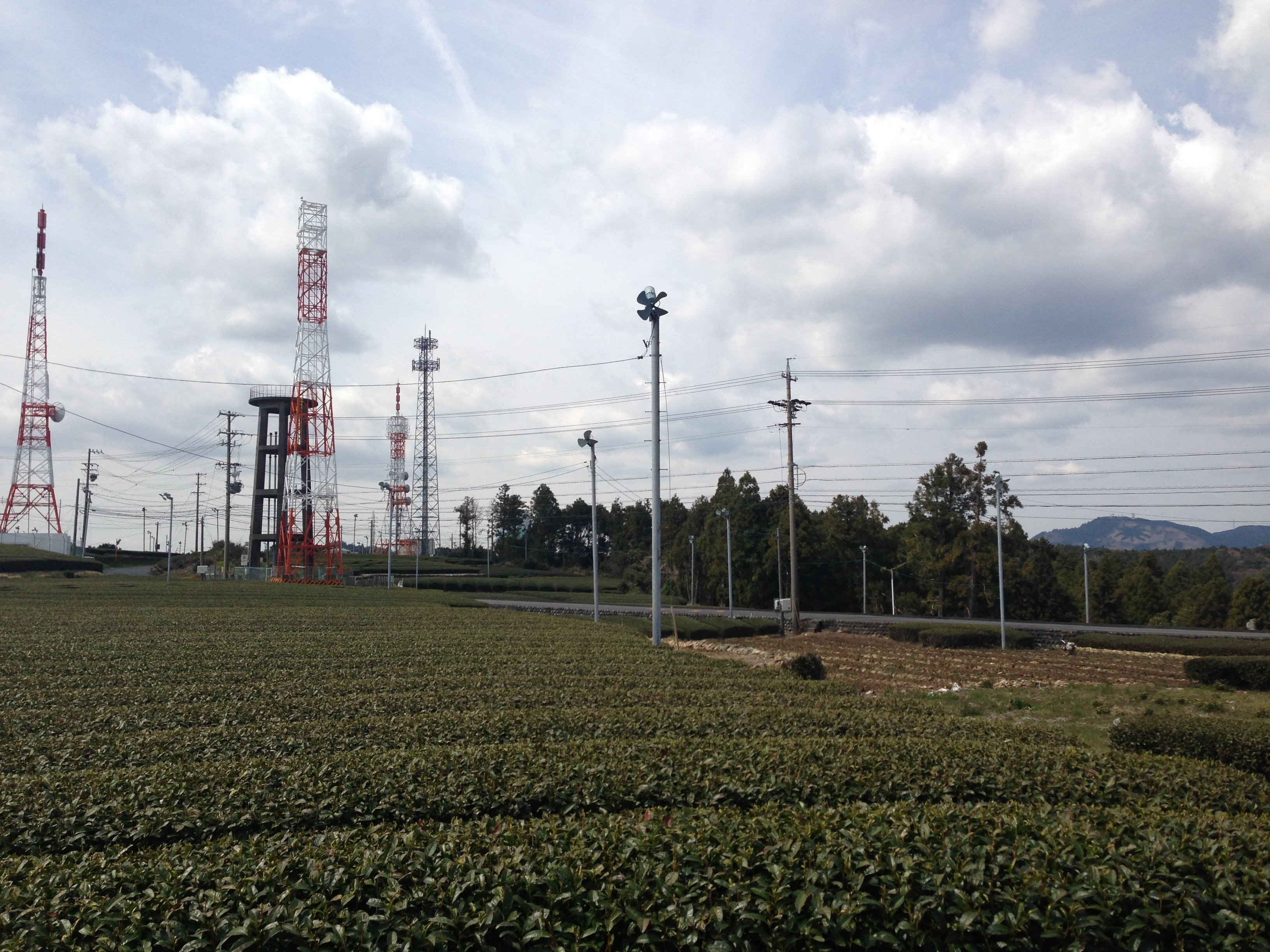
SBSを除く鉄塔群と粟ヶ岳。右に「茶文字」の粟ヶ岳（山頂に粟ヶ岳固定局の鉄塔群）が見える

島田中継局（しまだちゅうけいきょく）は静岡県島田市に置かれているテレビとFMラジオの中継局である。

## 中継局概要

### デジタルテレビ放送
| リモコン 番号 | 放送局名            | チャンネル 番号 | 空中線 電力 | ERP | 偏波面   | 放送対象地域 | 放送区域 内世帯数 | 運用開始日     |
| ------------- | ------------------- | --------------- | ----------- | --- | -------- | ------------ | ----------------- | -------------- |
| 1             | NHK 静岡総合        | 16              | 10W         | 59W | 水平偏波 | 静岡県       | -                 | 2006年 6月20日 |
| 2             | NHK 静岡教育        | 14              | 10W         | 59W | 水平偏波 | 全国         | -                 | 2006年 6月20日 |
| 4             | SDT 静岡第一テレビ  | 19              | 10W         | 53W | 水平偏波 | 静岡県       | -                 | 2006年 6月20日 |
| 5             | SATV 静岡朝日テレビ | 18              | 10W         | 52W | 水平偏波 | 静岡県       | -                 | 2006年 6月20日 |
| 6             | SBS 静岡放送        | 15              | 10W         | 69W | 水平偏波 | 静岡県       | -                 | 2006年 6月20日 |
| 8             | SUT テレビ静岡      | 17              | 10W         | 52W | 水平偏波 | 静岡県       | -                 | 2006年 6月20日 |

- 所在地： 島田市金谷坂町[3][4][2]
- 放送区域： 島田市の一部など[3][4]
- 2006年5月23日に予備免許交付[3]、6月19日に本免許が交付され[4]、6月20日に本放送を開始した[2]。

### アナログテレビ放送

#### 物見塚
| チャンネル 番号 | 放送局名     | 空中線 電力       | ERP | 偏波面   | 放送対象地域 | 放送区域 内世帯数 | 運用開始日     |
| --------------- | ------------ | ----------------- | --- | -------- | ------------ | ----------------- | -------------- |
| 1               | NHK 静岡総合 | 映像100W/ 音声25W | -   | 垂直偏波 | 静岡県       | -                 | 1962年 4月1日  |
| 3               | NHK 静岡教育 | 映像100W/ 音声25W | -   | 垂直偏波 | 全国         | -                 | 1962年 9月1日  |
| 5               | SBS 静岡放送 | 映像100W/ 音声25W | -   | 垂直偏波 | 静岡県       | -                 | 1962年 5月11日 |

- 所在地： 島田市湯日（物見塚）
- 静岡空港建設地内にあったため牧ノ原に移転し[7]、1999年11月15日に廃止された[8]。

#### 牧ノ原
| チャンネル 番号 | 放送局名            | 空中線 電力       | ERP                | 偏波面   | 放送対象地域 | 放送区域 内世帯数 | 運用開始日     |
| --------------- | ------------------- | ----------------- | ------------------ | -------- | ------------ | ----------------- | -------------- |
| 48              | SDT 静岡第一テレビ  | 映像100W/ 音声25W | 映像530W/ 音声130W | 水平偏波 | 静岡県       | 117,396世帯       | 1979年 7月1日  |
| 50              | SATV 静岡朝日テレビ | 映像100W/ 音声25W | 映像530W/ 音声130W | 水平偏波 | 静岡県       | 117,396世帯       | 1978年 9月14日 |
| 18 → 54         | NHK 静岡教育        | 映像100W/ 音声25W | 映像580W/ 音声145W | 水平偏波 | 全国         | 102,767世帯       | 1999年 4月30日 |
| 15 → 56         | NHK 静岡総合        | 映像100W/ 音声25W | 映像580W/ 音声145W | 水平偏波 | 静岡県       | 102,767世帯       | 1999年 4月30日 |
| 58              | SUT テレビ静岡      | 映像100W/ 音声25W | 映像510W/ 音声130W | 水平偏波 | 静岡県       | 111,003世帯       | 1969年 8月28日 |
| 22 → 62         | SBS 静岡放送        | 映像100W/ 音声25W | 映像620W/ 音声155W | 水平偏波 | 静岡県       | 109,590世帯       | 1999年 4月30日 |

- 矢印の右側は、地上デジタルテレビ放送に向けたアナログ周波数変更後のチャンネル番号。
- 所在地： デジタルテレビ放送に同じ
- 放送区域： 島田市、藤枝市、掛川市、焼津市、金谷町、榛原町、吉田町、菊川町、大井川町の各一部[11]
- 2011年7月24日をもってすべて廃止された。

### FMラジオ放送
| 周波数  | 放送局名               | 空中線 電力 | ERP  | 偏波面   | 放送対象地域 | 放送区域 内世帯数 | 運用開始日                      |
| ------- | ---------------------- | ----------- | ---- | -------- | ------------ | ----------------- | ------------------------------- |
| 83.0MHz | NHK 静岡FM             | 100W        | 550W | 垂直偏波 | 静岡県       | 125,447世帯       | 1969年3月1日 （1966年10月28日） |
| 85.9MHz | K-mix 静岡エフエム放送 | 100W        | 550W | 垂直偏波 | 静岡県       | 116,596世帯       | 1983年 3月20日                  |

- 括弧内は実用化試験局としての運用開始日。
- 所在地： 島田市金谷猪土居